# Topomyia
Topomyia este un gen de țânțari din familia Culicidae.

## Specii[1]
- Topomyia aenea
- Topomyia angkoris
- Topomyia apsarsae
- Topomyia argenteoventralis
- Topomyia argyropalpis
- Topomyia aureoventer
- Topomyia auriceps
- Topomyia bambusaihole
- Topomyia bannaensis
- Topomyia baolini
- Topomyia barbus
- Topomyia bifurcata
- Topomyia cabrerai
- Topomyia cristata
- Topomyia dananraji
- Topomyia danaraji
- Topomyia dejesusi
- Topomyia dubitans
- Topomyia dulongensis
- Topomyia gracilis
- Topomyia hardini
- Topomyia hernandoi
- Topomyia hirtusa
- Topomyia houghtoni
- Topomyia inclinata
- Topomyia irianensis
- Topomyia javaensis
- Topomyia leucotarsis
- Topomyia lindsayi
- Topomyia longisetosa
- Topomyia malaysiensis
- Topomyia margina
- Topomyia mengi
- Topomyia minor
- Topomyia nepenthicola
- Topomyia nigra
- Topomyia papuensis
- Topomyia pilosa
- Topomyia pseudobarbus
- Topomyia pseudoleucotarsis
- Topomyia roslihashimi
- Topomyia rubithoracis
- Topomyia sabahensis
- Topomyia spathulirostris
- Topomyia svastii
- Topomyia sylvatica
- Topomyia tenuis
- Topomyia tipuliformis
- Topomyia trifida
- Topomyia tumetarsalis
- Topomyia unispinosa
- Topomyia vijayae
- Topomyia winter
- Topomyia yanbarensis
- Topomyia yanbareroides
- Topomyia yongi
- Topomyia zhangi